# Informationsmarkt
Der Informationsmarkt ist ein Markt, auf dem sich Informationsanbieter und Informationsnachfrager zum Austausch von Informationen treffen.
Dies kann elektronisch, das heißt über das Internet, zum Beispiel durch die Wissensplattform Wikipedia, oder auch physisch unter anderem als Fachmesse stattfinden.
Informationsmärkte sind neben kommerziellen Märkten auch Teilmärkte allgemeiner elektronischer Märkte. Elektronische Märkte unterstützen den Handel mit Gütern jeder Art. Informationsmärkte hingegen realisieren sich über den Austausch von Informationsprodukten und -dienstleistungen, also zusammengefasst Informationsgütern (Bücher, Medieninhalte, Software, Informationsvermittlung usw.). 

## Zweck
Das Angebot an verfügbaren Erkenntnissen und Technologien wird in quantitativer und qualitativer Hinsicht immer umfangreicher und zur selben Zeit immer komplexer. Es verlangt nach fachlich qualifizierten und erfahrenen Spezialisten, die Informationskompetenz besitzen müssen; das heißt Kenntnisse über den Informationsmarkt, im Speziellen über die Formen der Produktion, Aufbereitung, Verteilung, Vermittlung und Nutzung von Wissen und Information. In der Folge hat sich aus der Notwendigkeit, Information zu konzentrieren und weiter zu vermarkten, 
ein eigenständiger Markt herausgebildet. Oft wird die Informationswirtschaft, allgemein die Vermarktung von Wissen, schon als vierter Sektor neben Landwirtschaft, Industrie und Dienstleistungen gesehen.

## Anwendung
„Bei Informationsmärkten wird traditionell zwischen Fachinformationsmärkten und Publikumsmärkten 
unterschieden. Jedoch sind die Grenzen zwischen diesen beiden Märkten durch die 
Konvergenzeffekte des Internets fließend. Fachinformationsmärkte stellen Leistungen 
(Informationsgüter) bereit, die in der Regel der informationellen Absicherung von professionellem 
Handeln (in Wirtschaft, Wissenschaft, Politik, Medien, etc.) dienen. Auf Publikumsmärkten geht es 
um den Konsum von Informationsgütern (Musik, Filme, Literatur), deren Nutzung also als Zweck in 
sich selbst gesehen wird.“

Soweit der Informationsmarkt lokal abgehalten wird, also nicht virtuell ist, erinnert er im Aufbau an einen 
kommerziellen Markt mit Einzelanbietern, die Informationsnachfragern zur Verfügung stehen. Zur weiteren Aufbereitung der angebotenen Information können so genannte Drehbücher den Informationsnachfragern einen nach Fachthemen oder Fragenkreisen vorgegebenen Weg durch den Informationsmarkt geben. Diese Drehbücher sind auf Messen oft in Form von gedruckten Messeführern erhältlich. Ein Moderator kann die Informationsmenge weiter auf den Besucher zuschneidern, indem  er den für den Besucher passende Inhalte auswählt und so die Summe der Informationsinhalte für den Informationsnachfrager maßschneidert.
Einen speziellen Platz darunter nimmt der Informationsbroker ein, welcher unterschiedliche Informationen gebündelt anbietet. Es hat sich gezeigt, dass zusätzlich angebotene Informationsgüter die Auswahl für jeden Konsumenten erhöhen. Damit steigt die Chance, dass ein Informationsgut zur Deckung des Informationsbedarfs 
angeboten wird, beziehungsweise steigt die Auswahl, falls mehrere konkurrierende Güter angeboten werden. Diese Effekte vergrößern den erwarteten Nutzen der Konsumenten durch die Teilnahme am Markt und ziehen dadurch zusätzliche Konsumenten an. Für den Informationsanbieter ist die Anzahl der potenziellen Konsumenten, die ein Informationsbroker auf sich konzentrieren kann, ausschlaggebend. Mehr Konsumenten führen zu einer höheren Chance, dass das angebotene Informationsgut benötigt wird, was zu einer Erhöhung des erwarteten Nutzens der Anbieter führt. Diese Erhöhung führt dazu, dass zusätzliche Anbieter dem Netzwerk beitreten, und dass dadurch die Auswahl für Konsumenten größer wird. 
Zusammengefasst kann man festhalten, dass der Nutzen eines Brokers und damit die Nachfrage nach seiner Vermittlungsleistung 
von folgenden Aspekten abhängt:
- Den Eigenschaften des Marktes. Je unübersichtlicher der Markt ist, und je höher dadurch die Suchkosten sind, desto stärker werden die Netzwerkeffekte aus der Größe des Marktes gedämpft, und desto mehr Nutzen kann die Informationsfunktion eines Brokers bieten.

- Den Eigenschaften des Informationskanals des Brokers. Je übersichtlicher und vollständiger der Broker Konsumenten über Angebote informiert, desto kleiner werden die Suchkosten, und damit werden die Netzwerkeffekte und der entstehende Nutzen erhöht.

## Vor- und Nachteile
Vorteile
- Bündelung von spezifischen Informationen an einem Ort
- bei Publikums- und Fachmessen auch zeitliche Konzentration spezifischer Informationen
- durch Bündelung von Information im Markt entsteht eine Nutzensteigerung für Informationsnachfrager
- der Informationsmarkt bietet Möglichkeiten, Gleichgesinnte und Kooperationspartner am Informationsmarkt zu finden
- der Informationsmarkt ist Quelle für Innovationsansätze

Nachteile
- Zugangskosten, um am Informationsmarkt zu partizipieren
- Informationsüberflutung bzw. Generalisierung der Information bei zu breiten Plattformen oder Veranstaltungen
- Informationsmarkt kann als Quelle für Plagiate dienen
- potenziell hohe Informationskonzentration durch Informationsbroker
- potenzielle Ausschließbarkeit von Informationsanbietern von einem spezifischen Informationsmarkt durch den verwaltenden Informationsbroker